# Calyptomyrmex kaurus
Calyptomyrmex kaurus é uma espécie de formiga do gênero Calyptomyrmex, pertencente à subfamília Myrmicinae.